# Alasdair Morrison
Alasdair Morrison (* 18. November 1968 in Stornoway) ist ein schottischer Politiker und Mitglied der Labour Party.
Morrison besuchte die Paible School auf North Uist und das Nicolson Institute auf der Insel Lewis. Anschließend ging er an die Glasgow Caledonian University und war dann als Journalist, unter anderem für die BBC, tätig.

## Politischer Werdegang
Erstmals trat Morrison bei den Schottischen Parlamentswahlen 1999 zu nationalen Wahlen an. Er kandidierte im Wahlkreis Na h-Eileanan an Iar (Western Isles) und konnte das Direktmandat mit deutlichem Vorsprung vor dem Kandidaten der SNP erringen. Er zog in das neugeschaffene Schottische Parlament ein und wurde zum stellvertretenden Minister für Highlands and Islands und Gälisch bestellt. Im Oktober 2000 wurde er zum stellvertretenden Minister für Unternehmen, lebenslanges Lernen und Gälisch ernannt und hatte diese Position bis November 2001 inne. Bei den Parlamentswahlen 2003 konnte er sein Mandat verteidigen, verlor jedoch seinen Parlamentssitz bei den Wahlen 2007.